# Blepisanis exilis
Blepisanis exilis là một loài bọ cánh cứng trong họ Cerambycidae.